# Сорокін Ілля Ігорович
Ілля Ігорович Сорокін (рос. Илья Игоревич Сорокин; 4 серпня 1995, м. Междурєченськ, Росія) — російський хокеїст, воротар. Виступає за ЦСКА (Москва) у Континентальній хокейній лізі. 
Вихованець хокейної школи «Вимпел» (Междурєченськ). Виступав за «Металург» (Новокузнецьк), «Кузнецькі Ведмеді».
У складі національної збірної Росії учасник EHT 2015 (1 матч). У складі молодіжної збірної Росії учасник чемпіонату світу 2015. 
Досягнення
- Срібний призер молодіжного чемпіонату світу (2015)